# Microtus irani
Microtus irani es una especie de roedor de la familia Cricetidae.

## Distribución geográfica
Es Endémica de Irán. 